# ラークライト 伝説の宇宙海賊
『ラークライト 伝説の宇宙海賊』（原題：Larklight）は、フィリップ・リーヴが2006年に発表し、ブルームズベリー社（イギリス）より刊行されたSFファンタジー小説である。
日本では理論社より 『ラークライト 伝説の宇宙海賊』（日本語訳：松山美保）（ISBN 9784652079126）として2007年8月に出版された。なおカバーと作中の挿絵にはブルームズベリー社版、理論社版ともにデイヴィッド・ワイアット（David Wyatt）のイラストが使用されている。

## あらすじ
月の近くに浮かぶ宇宙住居『ラークライト』。そこではもうすぐ12歳になるアーサーが、姉マートル、父エドワードと平凡だが平和な日々を送っていた。そんなある日、宇宙生物研究者である父の元に一通の手紙が届く。差出人の名はウェブスター。「近日ラークライトの近くを通るので立ち寄りたい。」そう綴られた手紙を見て、滅多にない来客を迎えるべく家中を片付けるアーサーとマートル。ところが翌日『ラークライト』に訪れたのは巨大な白クモたちの群れだった。白クモに囚われ、生死不明の父を残し、命からがら救命ボートで『ラークライト』を脱出する2人。ようやく月に不時着したのも束の間、2人は何者かに襲われて離れ離れになり意識を失ってしまう。アーサーが意識を取り戻すと、そこは窮屈な空間だった。彼は巨大蛾に襲われ、幼虫の餌として繭に押し込められてしまったのだ。幼虫が孵化し、あわや餌食となる寸前で救出されるアーサー。しかし繭の外にいたのは異形のクルーたちを従えた、“伝説の宇宙海賊”ジャック・ハボックだった…。

## 登場人物
アーサー・マンビー本編の主人公。まもなく12歳の誕生日を迎える少年。宇宙住居『ラークライト』に父、姉とともに暮らす。
マートル・マンビーアーサーの姉。一人前のレディとなるべく修行中の少女。
エドワード・マンビーアーサーの父。宇宙生物研究者。
アミーリア・マンビーアーサーの母。3年前に行方不明となっている。
ジャック・ハボック海賊船『ソフロニア号』の船長。世間では冷酷非情、極悪非道の海賊と評される。
シリッサトカゲ型の異星生物。『ソフロニア号』の錬金術師（エンジニア）で、唯一の女性クルー。
ムンクルスイオ人。四本の腕を持つ。『ソフロニア号』の一等航海士。
ニッパーカニ型の異星生物。面倒見がよく、おおらかな性格。『ソフロニア号』のクルー。
スキッドリーイソギンチャク型の異星生物。言葉は話せず、念波で会話する。ヤーグとは双子。『ソフロニア』号のクルー。
ヤーグイソギンチャク型の異星生物。言葉は話せず、念波で会話する。スキッドリーとは双子。『ソフロニア』号のクルー。
グリンドルホブゴブリン。常に憎まれ口をたたく。『ソフロニア号』のクルー。
ターミガン博士英国地球外生物研究所の教授。
リチャード・バートン大英帝国諜報部員。
ウラ・バートン火星人。リチャードの妻。大英帝国諜報部員。
ウェブスター始祖生物。